# Emulsion Aggregate Toner
Emulsion Aggregate Toner (EA-Toner) ist ein spezieller Toner, der 2001 von der Firma Xerox vorgestellt und 2002 eingeführt wurde. Er soll für ein schärferes und gleichmäßigeres Druckbild sowie geringeren Verbrauch sorgen.

## Herstellung und Eigenschaften
Herkömmlicherweise wird Farbtrockentoner erzeugt, in dem die Rohstoffe miteinander verschmolzen und anschließend fein gemahlen werden. Das Mahlen führt allerdings zu einer sehr variablen Partikelform und -größe. EA-Toner wird chemisch aufgebaut, die Beschaffenheit kann bei der Herstellung über die Temperatur, Zeit und den pH-Wert des Reaktionsgemischs gesteuert werden, was zu einer gleichmäßigeren Form und einer geringeren Streuung der Größe der Partikel führt. Die so erzeugten Partikel sind einheitlich klein, wodurch das Schriftbild schärfer, die Druckqualität bei feinen Linien besser wird und die Lebensdauer der Fixiereinheit sich erhöht.
Durch den gleichmäßigeren Auftrag des Toners ist die notwendige Farbschichtdichte von EA-Toner im Vergleich zu konventionell hergestelltem Toner nur rund halb so hoch und eher mit der des Offsetdrucks vergleichbar.
EA-Toner kann nur auf speziell dafür entwickelten Maschinen eingesetzt werden und wird ausschließlich für Maschinen von Xerox und Fuji Xerox angeboten.

## Entwicklung und Markteinführung
Chemisch aufgebaute Toner gibt es bereits seit den frühen 1990er Jahren und wurden z. B. von Oki oder Canon eingesetzt. Die Produktion dort erfolgte im Mikrosuspensionspolymerisationsverfahren, das EA-Verfahren bietet jedoch ein höheres Mass an Formbarkeit der Partikel. 1993 begann Xerox mit der Entwicklung des EA-Toners, 2001 wurde der EA-Toner vorgestellt. Die ersten EA-Toner-fähigen Geräte waren 2001 die Bürogeräte Fuji-Xerox Docucolor 1632 und 2240, 2002 wurde das Verfahren dann regulär mit weiteren Maschinen eingeführt. 2019 gab es EA-Drucker in den Modellreihen Versant, Nuvera, Iridesse sowie bei mehreren Kopiergeräten.

## Nachweise
- EA-Trockentoner: neue Partikel zur Verbesserung des Digitaldruckes auf xero-grafischer Basis, Octopus Office
- Xerox: Neue Erfindung ist ein Meilenstein für die Farbtonertechnik, Channel Partner, 3. August 2001